# Будівля Центру дитячої та юнацької творчості м. Знам’янка

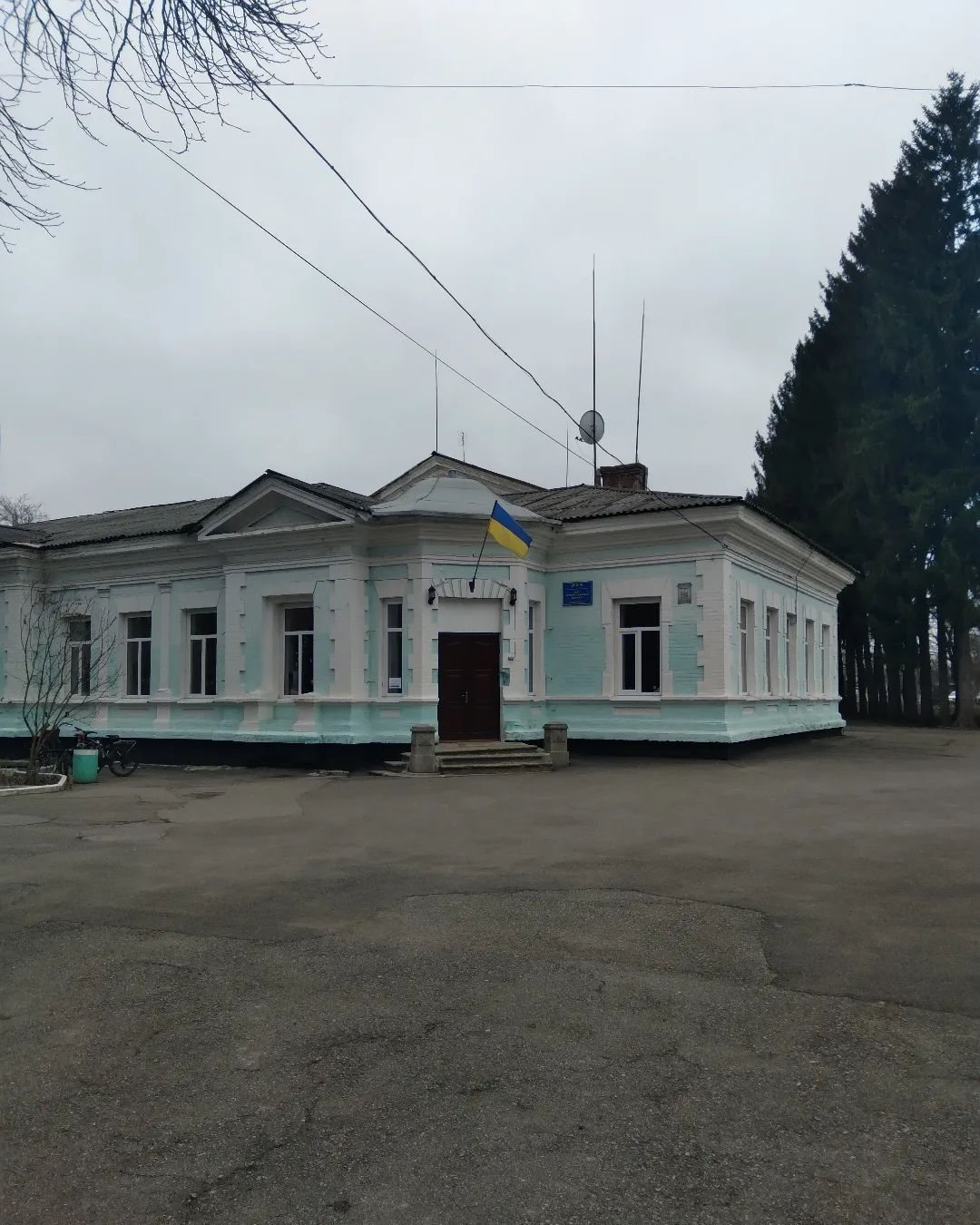

́Будівля Центру дитячої та юнацької творчості м. Знам'янка є пам'яткою архітектури і містобудування місцевого значення, однією з 13 пам'яток архітектури і містобудування цього міста. У західній частині м. Знам'янка розташовано історичне середмістя м. Знам'янки, яке сформувалося у кінці ХІХ — на початку ХХ ст., у якому знаходиться дев'ять з 13 пам'яток архітектури і містобудування м. Знам'янки.

## Історія

### Створення
Наприкінці ХІХ ст. Знам'янка стала однією з найбільших вузлових станцій півдня України. В 90-х роках ХІХ ст. Знам'янка щороку відвантажувала до 580 тис. пудів хліба. Знам'янка перетворилася на важливий фінансовий, торговельний, посередницький центр півдня Україна, до якого тяжіли групи купців, поміщиків, сільськогосподарських підприємців, та отримала назву "Ворота Півдня України" (рос. Южные врата Украины). У 1872 році Єлисаветградська лінія залізниці була приєднана до Харково-Миколаївської залізниці, а з подальшим відкриттям руху на Миколаїв та Фастів-Київ станція Знам'янка стала важливим залізничним центром всеукраїнського масштабу.
У 1880-х роках Товариство Харково-Миколаївської залізниці побудувало кілька визначних будівель у тогочасній центральній частині Знам'янки. Однією з них стала резиденція начальника станції Знам'янка. У західному крилі будівлі були розташовані робочі приміщення начальника станції, вузол зв'язку, робочі приміщення адміністрації станції. У східному крилі знаходилися житлові приміщення родини начальника станції і приміщення обслуги родини.

### Будівля у ХХ ст
Будівля виконувала функцію центру управління на резиденції посадової особи до Жовтневого перевороту. Тут розташовувалася адміністрація Тимчасового уряду та УНР до першого встановлення радянської влади у січні 1918 року. З перших днів радянського режиму у Знам'янці відбувався перерозподіл будівель за належністю і функціями. З 1918 року у будівлі розміщувався Клуб залізничників ім. В.Леніна. У будівлі проводив репетиції і давав виступи Хоровий колектив Клубу залізничників. У стінах будівлі працювали творчі гуртки залізничників та членів їхніх родин. Справжньою перлиною Клубу залізничників була бібліотека Клубу, фонд якої нараховував до 45 тис. томів. Серед них було повне видання Енциклопедичного словника Брокгауза і Єфрона, перші видання творів Т.Шевченка, І.Франка, Лесі Українки, прижиттєві видання творів М.Гоголя, І.Тургенєва, Ф.Достоєвського, І.Гончарова, М.Толстого, О.Дюма, Ч.Діккенса, Е.Золя та інших авторів ХІХ ст.
У роки радянсько-української війни ця будівля була адміністрацією УНР, більшовиків, австро-німецьких військ, армії Никифора Григор'єва що очолював найбільше антирадянське повстання в Україні, білої армії. Воїнами Холодноярської республіки та республіки Чорного лісу тут було вбито кілька червоних командирів 1920 року.
У 1930х роках у роки масових репресій звідси співробітники ОДПУ та НКВС забирали місцевих діячів культури та мистецтв, чия творчість не вписувалася у рамки тоталітарної радянської системи, після чого висилали до таборів ГУЛАГУ або розстрілювали.
У серпні 1941 року Знам'янка була окупована німецькими військами. У будівлі Клубу залізничників розмістилися установи німецької окупаційної адміністрації. Нацисти ліквідували всі заклади культури у будівлі, а бібліотеку було брутально знищено. Її книги було викинуто як сміття у кількох місцях, і лише деякі примірники зібрали та зберегли жителі міста. Під час боїв за Знам'янку у грудні 1943 року будівля зазнала часткових пошкоджень.
В післявоєнний період будівля була перебудована по-новому. У східній її частині було облаштовано кіноконцертний зал на 500 посадкових місць з просторим фоє. Клуб залізничників став провідним осередком культури міста.
У 1977 році було відкрито Палац культури залізничників у центральній частині міста. Туди переїхали всі заклади і установи Клубу залізничників. В будівлі відкрився Знам'янський будинок піонерів. У Будинку піонерів діяло більше 30 дитячих гуртків і клубів. Також у фоє кіноконцертного залу була облаштована дзеркальна репетиційна зала танцювальної студії. З 20 лютого 1992 року установа працювала під назвою Будинок дитячої та юнацької творчості та дозвілля м. Знам'янка, БДЮТ, а з 2013 року установа носить найменування Знам'янський міський Центр дитячої та юнацької творчості.
У 1973—2013 роках БДЮТ м. Знам'янка очолювала Гребенюк Лідія Іванівна, Відмінник освіти України, голова профспілки працівників світи м. Знам'янка.

### XIX ст
2014 року перед будівлею було знесено пам'ятник Леніну через численнi злочини створеноī ним системи проти людства, а 2019го на його місці встановлено арт-об'єкт "Я люблю Знам'янку".
2020 року замість стели з зіркою ГУЛАГУ, встановленої ще за сталінських часів, перед входом у будівлю облаштовано дитячий майданчик.

## Архітектура будівлі
Будівля Центру дитячої та юнацької творчості розташована у східній частині міського парку відпочинку м. Знам'янки. Від неї починається центральна алея міського парку відпочинку у напрямі зі сходу на захід.
Будівля виконана у парадно-діловому стилі другої половини ХІХ століття, властивому офіційним будівлям та приватним будівлям заможних суспільних груп того періоду. Таке архітектурне виконання властиве будівлям, які споруджувалися у губернських та повітових містах, значно більших, ніж станційне селище Знам'янка.
Східна частина будівлі зберегла старовинний вигляд. У нижній частині будівлі проступає пояс фундаменту та цокольної частини будівлі. Вище іде центральний пояс будівлі, створений у вигляді фігурної архітектурної позиції з великими вікнами. Над поясом вікон виділяється фриз, над яким виступає фігурний карниз, а над ним розташований звідчастий дах. Дах стикується з карнизом архітектурним поясом звідчастої форми з трикутними деталями фронтонної форми. Інтер'єр східної частини будівлі має урочистий палацовий вигляд з багатьма декоративними елементами, поясом карнизу та декоративними поясами уздовж всього внутрішнього простору. У приміщеннях будівлі збереглися обладунки мармуру, саксонської кераміки, композицій пазлів кольорового скла, обігрівальні каміни старовинної форми, які з післявоєнного часу не діють.
Будівля не має класичного фасаду, а вхід до будівля виконаний у вигляді парадної деталі з дверима, яка завершується трапецевидним псевдо-фронтоном.
Західна частина, де знаходиться кіноконцертний зал, сформована у післявоєнний період. Її екстер'єр нагадує стиль архітектури післявоєнного сталінізму з виразними парадними деталями. Інтер'єр залу має вже радянський післявоєнний вигляд.
На північний стіні будівлі, яка виходить до центральної алеї Парку, до червня 2015 року знаходилася меморіальна дошка на честь воїнів організаторсько-партизанської групи 3-го Українського фронту, під командуванням О. П. Муханова. Група була десантована над Знам'янкою в ніч з 27 на 28 липня 1943 року, приземлилася прямо в центрі міста і в районі станції, яка знаходиться у 0,25 км північніше території паркуу. З 10 бійців групи дев'ятеро загинуло у бою одразу після приземлення. Меморіальна дошка була демонтована на підставі Закону України «Про засудження націонал-соціалістичного та комуністичного режимів…» через велику кількість комуністичної та сучасної символіки сепаратистів на Сході України.